# Chevrolet Series AE Independence
Chevrolet Series AE Independence (або Chevrolet Independence) — американський автомобіль, виготовлений компанією Chevrolet у 1931 році для заміни серії AD Universal 1930 року. Виробництво за календарний рік скоротилося приблизно на вісім відсотків до 627 104 автомобілів, оскільки Велика депресія продовжувалася, але оскільки випуск Ford різко впав майже на дві третини, Chevrolet повернув собі перше місце в американській таблиці продажів автомобілів, і 25 серпня 1931 року було випущено 8-мільйонний автомобіль. Щорічні зміни зовнішнього вигляду, технічні оновлення та стандартні або додаткові функції для 1931 року включали введення орнаменту радіатора у вигляді «орла», вигнутої стяжки, що з'єднує фари, колеса з дротяними спицями стали стандартним обладнанням, тоді як додаткове обладнання включало передній і задній бампери. , чохли для бічних запасних шин, прожектори та напрямні лампи, які поверталися б разом із передніми шинами. Вільям С. Кнудсен приєднався до М. Е. Койла як генеральні менеджери. У травні 1925 року завод Chevrolet Export Boxing у Блумфілді, штат Нью-Джерсі, був перепрофільований від попереднього власника, де розбиралися комплекти для легкових автомобілів Chevrolet, Oakland, Oldsmobile, Buick і Cadillac, а також запчастини для вантажівок Chevrolet і G. M. C. упаковуються в ящики та доставляються залізницею до доків у Віхокені, Нью-Джерсі, для закордонних складальних заводів GM. Спеціалізоване виробництво кузовів тривало, а завдання змінювалося порівняно з попередніми роками залежно від попиту.